# 大型计算机

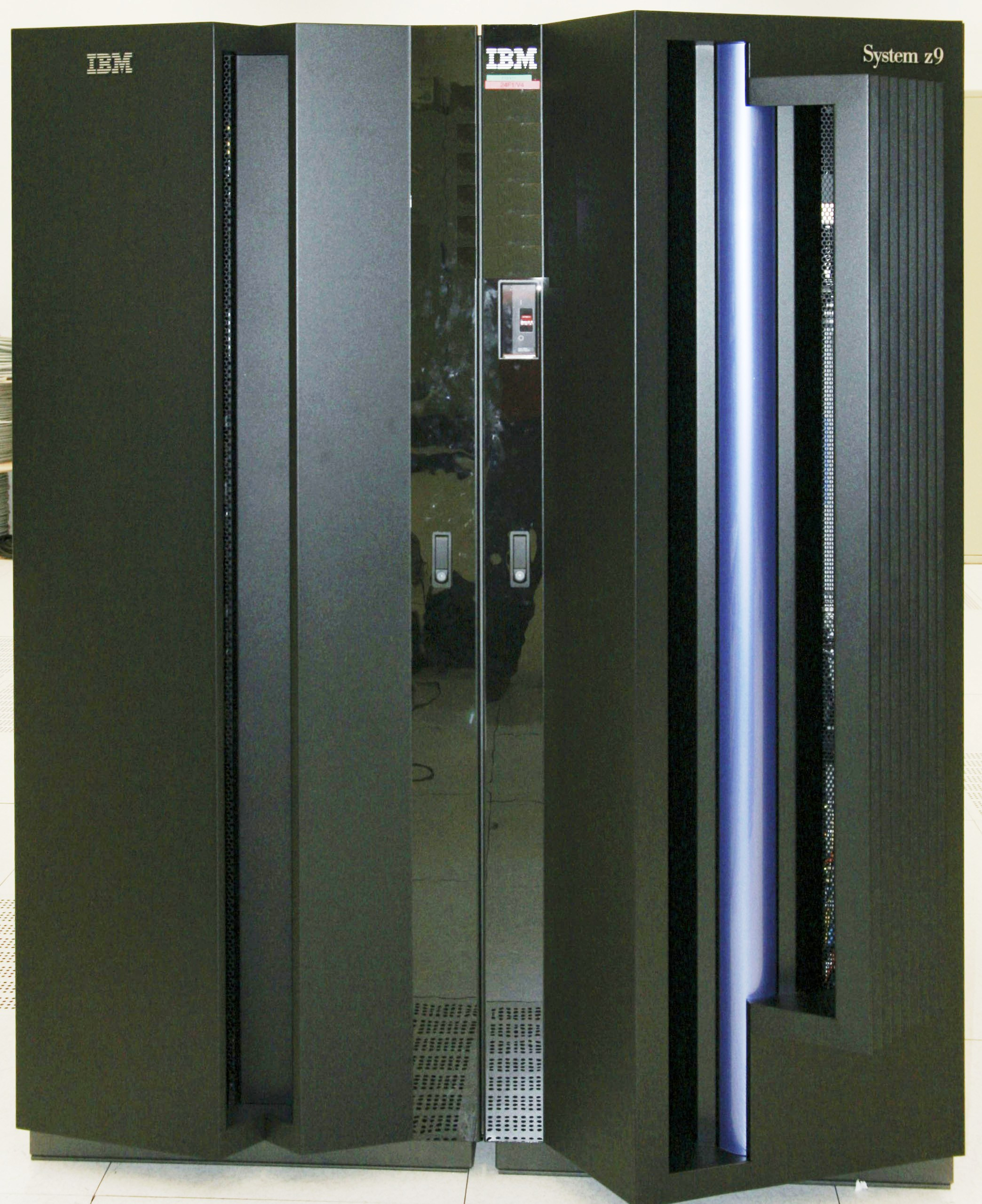

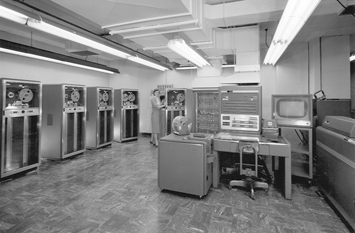
古老的IBM 704大型主機（照片中間、辦公桌的後方）。圖片由勞倫斯利福摩爾國家實驗室（LLNL）提供

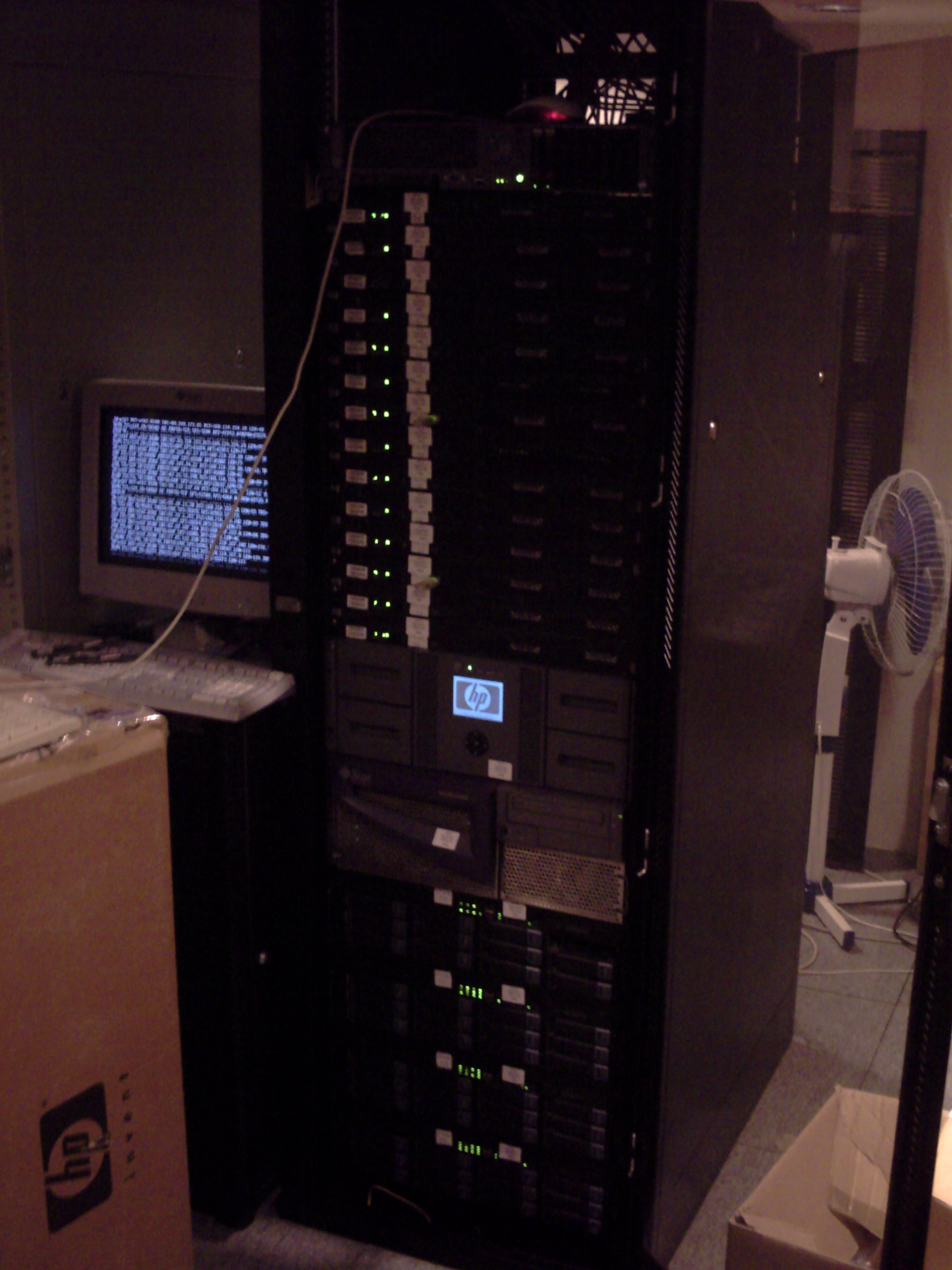
HP SZTE-JATIK

大型计算机（英語：mainframe），又称大型机、大型主机、主机服务器等，是從IBM System/360开始的一系列计算机及與其兼容或同等級的计算机，主要用于大量數據和关键项目的计算，例如證券交易及数据处理、人口普查、企业资源规划等。

## 特征
现代大型计算机并非主要通过每秒运算次数MIPS来衡量性能，而是可靠性、安全性、向后兼容性和极其高效的I/O性能。大型机通常强调大规模的数据输入输出，着重强调数据的吞吐量。
有些大型计算机可以同时运行多操作系统，因此不像是一台计算机而更像是多台虚拟机，因此一台大型机可以替代多台普通的服务器，是虚拟化的先驱。同时主机还拥有强大的容错能力。
大型机的投资回报率取决于处理数据的规模、减少人力开支、实现不间断服务和其他成本的缩减。若大型机的平台与操作系统并不連接互聯網，將很难經由互聯網被駭客攻擊，安全性會增強。
大型机使用专用的操作系统和应用软件，在大型机上编程常采用COBOL，同时采用的数据库为IBM自行开发的DB2或是甲骨文公司開發的Oracle等。在大型机上工作的DB2数据库管理员能够管理比其他平台多3～4倍的数据量。

## 市场
IBM目前控制大型机市场超过90%的市场份额。

## 历史
在1960年代，大多数主机没有交互式的界面，通常使用打孔卡、磁带等等。
1964年，IBM引入了System/360，它是由5种功能越来越强大的计算机所组成的系列，这些计算机运行同一操作系统并能够使用相同的44个外围设备。
1972年，思爱普为System/360开发了革命性的“企業資源規劃”系统。
1999年，Linux出现在IBM S/390中，第一次将开放式源代码计算的灵活性与主机的传统可伸缩性和可靠性相结合。

## 与超级计算机的差異
超级计算机擁有极强的计算速度，通常由于科学与工程上的计算，这些计算的速度受运算速度与内存大小所限制；而大型机运算任务主要受数据传输与转移、可靠性及并发处理性能所限制。
大型机倾向于整数运算，如订单数据、银行数据等，同时在安全性、可靠性和稳定性方面皆优于超级计算机。超级计算机則强调浮点运算性能，如數值天气预报。大型机在处理数据的同时需要读写或传输大量信息，如海量的證券交易信息、航班信息等等。

## 外部連結
- IBM z 大型计算机